# Waterloo Road
Waterloo Road és un drama de la BBC que passa a Rochdale, comtat de Gran Manchester, Anglaterra. Tracta sobre un problemàtic institut on es mostren les històries dels professors i alumnes i els seus problemes socials, com ara infidelitats avortaments, divorcis i suïcidis.
Waterloo Road està produït per Shed Productions, productora també de Bad Girls i Footballers' Wives.

## Història
Els vuit primers episodis que componen la primera temporada van ser rodats a finals de 2005 i emesos al març de 2006. Després, es va donar llum verda perquè la sèrie tingués una segona temporada.
Un cop emesa la segona temporada, que acabà a l'abril de 2007, va haver-hi una terecera temporada que va començar el 7 d'octubre de 2007 a la BBC One Scotland (quatre dies més tard, va fer el mateix a la BBC One. Aquesta última temporada va acabar el 13 de març de 2008 a Escòcia i el 17 de març del mateix any a la resta de territori. Degut a l'èxit d'aquesta temporada se'n va fer una quarta.
La quarta temporada va començar el 7 de gener de 2009 i va acabar el 4 de maig. Novament es va fer una nova temporada, la cinquena, que va començar el 28 d'octubre de 2009 a la BBC One.
Després de la sisena temporada, emesa a finals de 2010, se n'espera una setena (filmada en HD)que començarà el 2011 fent un total de 110 episodis.
A Catalunya va començar el dia 23 de setembre de 2010 emetent-se encara ara al Canal 3XL.

## Episodis de Waterloo Road
Llista d'episodis de Waterloo Road